# Miana
Miana est une commune située dans le département de Ouarkoye de la province du Mouhoun au Burkina Faso.